# Daniel Akaka
Daniel Kahikina Akaka (11. september 1924 i Honolulu - 6. april 2018) var en amerikansk politiker. Han var tidligere medlem af USAs senat og repræsenterer Hawaii og Det demokratiske parti fra 1990 til 2013. Han repræsenterede Hawaii i Repræsentanternes hus fra 1977 til 1990.
Han blev udpeget som senator af Hawaiis guvernør John Waihee som følge af forgængeren Spark Matsunagas dødsfald. 16. maj 1990 begyndte han sin karrierer i senatet, og i november samme år blev han valgt med 54% af stemmerne i et ekstraordinært valg. 